# The Scarlet Tulip EP
Albums de KT Tunstall
Tiger Suit
(2011) Invisible Empire // Crescent Moon
(2013)
The Scarlet Tulip EP est enregistré et produit en 2011 par KT Tunstall et son mari, Luke Bullen. Le disque n'est pas officiellement réalisé et n'a pas fait l'objet des mêmes promos que Tiger Suit, mais il est disponible en vente sur le site officiel de la chanteuse.
C'est KT Tunstall qui a écrit toutes les chansons présentes dans l'EP. Le titre Hidden Heart a été écrit pour Piotr Lisiecki dans la compilation songs for survival au profit des tribus amazoniennes, mais Tunstall l'a enregistrée aussi dans cet EP.

## Track listing
1. "The Punk" (Tunstall) 2:10
2. "Skinny Lou" (Tunstall) 2:26
3. "Hidden Heart" (Tunstall) 4:00
4. "Scarlet Tulip" (Tunstall) 4:16
5. "Patience" (Tunstall) 3:18
6. "Alchemy" (Tunstall) 3:59
7. "Shanty of the Whale" (Tunstall) 2:50